# بروس إي. ماكدونالد
بروس إي. ماكدونالد (بالإنجليزية: Bruce E. MacDonald)‏ هو ضابط ومحامي أمريكي، ولد في 1955 في سينسيناتي في الولايات المتحدة.